# Deželsko sodišče
Deželsko sodišče (nemško Landgericht) je pojav fevdalizma v habsburških dednih deželah, in pojem iz pravne zgodovine. Deželska sodišča so bila osnovna upravna enota v okviru dežele, preko katerih se je vršila javna oblast za neprivilegirane osebe (podložnike). Sedeže so imela na zemljiških gospostvih in v mestih. Deželska sodišča so bila pristojna za sojenje v primeru večjih kaznivih dejanj, imela so policijsko oblast, opravljala pa so tudi vojaško-mobilizacijske funkcije. Deželska sodišča so se formirala v 13. stoletju, obstajala pa so do zemljiške odveze leta 1848.

## Zgodovina razvoja deželskih sodišč
Deželska sodišča so se oblikovala v 13. stoletju, ko se v deželah začne oblikovati deželno pravo in formirati deželno plemstvo. Njihovo funkcijo je podrobneje opredelil Karlov kazenski red (latinsko Constitutio Criminalis Carolina) iz leta 1532, dopolnil pa kazenski red vladarice Marije Terezije iz leta 1768 (latinsko Constitutio Criminalis Theresiana). 
Sistem deželskih sodišč ostane na slovenskem v veljavi do prihoda Francozov leta 1809, ki so v Ilirskih provincah ukinili deželska sodišča, in uvedli državna sodišča (po odhodu Francozov so sodstvo prenesli v okraje). V drugih deželah se je star sistem ohranil do zemljiške odveze leta 1848.

## Funkcije deželskega sodišča
»Prav tako naj se vsi ljudje v naši deželi Koroški zberejo trikrat na leto v vseh naših deželskih sodiščih in po prisegi, ki jo morajo izreči, povedo, če je v deželi kaj škodljivega ali nesojenega, in če je kaj, kar bi bilo treba sodišču poravnati. … Tudi imajo naši gospodje na Koroškem pravico soditi svojim služabnikom … Vsak naj svojim kmetom sodi zaradi zadev, ki se dogajajo na njegovem gospostvu, razen v zadevah, kjer gre za smrt. O tem naj sodi naš sodnik. Tisti gospodje, ki imajo krvno sodstvo, in ki v svojem sodišču ugotovijo, kaj je v deželi škodljivega, lahko v teh zadevah postopajo in sodijo.«
—Iz deželnega ročina za Kranjsko in Koroško, 1338.
Deželska sodišča so bila osnovna upravna enota v okviru dežele, pristojna za neprivilegirane osebe. Teritorialno je bilo to zemljiško gospostvo, katerega lastnik je dobil pravice do krvnega sodstva (nemško Stock un Galgen). Deželska sodišča so bila pristojna za večja kazniva dejanja (latinsko Causae Maiores oz. Malefiz), predvsem za hude telesne poškodbe, posilstva, čarovništvo in požiganje. Imela so tudi policijsko oblast, ter opravljala upravne (nadzor nad sejmi) in vojaško-mobilizacijske naloge.
Za civilne, in manjše kazenske zadeve (latinsko Causae Minores) neprivilegiranih oseb pa je bilo pristojno patrimonialno sodišče.
V letih 1438-41 so vzpostavili še deželne četrti (nemško Landviertel), ki so združevale več deželskih sodišč skupaj, poveljeval pa jim je četrtni glavar. Deželne četrti so bile pristojne predvsem za vpoklic podložnikov v času večje vojaške ogroženosti, v kasnejših obdobjih pa tudi za pobiranje davkov.

## Postopek sojenja na deželskem sodišču
Najpomembnejši uradnik je bil krvni sodnik (nemško Banrichter), kvalificirani sodnik, ki je moral biti osebno prisoten pri sojenjih v večjih kazenskih zadevah. Sodni postopek je bil inkvizitoren (izhajal je iz domneve krivde, obtoženi ni imel možnosti obrambe), sojenje pa se je izvajalo s prisedniki, ki so bili v obdobju do 16. stoletja v glavnem župani ali kmetje, od 16. stoletja dalje pa meščani. Postopek se je izvedel za zaprtimi vrati, sodba pa se je razglasila javno, na trgu. Deželski sodnik je lahko izrekal različne kazni, predvsem denarne, telesne, sramotilne (pranger), možen pa je bil tudi izgon iz dežele. V 17. stoletju so bili pogosti čarovniški procesi in javne usmrtitve.
Če deželsko sodišče ni imelo stalno nastavljenega krvnega sodnika, je lahko postopek samo začelo, ni pa ga moglo končati. V nekaterih primerih so deželska sodišča lahko izrekala nižje kazni, če krvni sodnik ni bil dosegljiv. Nadzorna instanca za sodbe deželskih sodišč je bila notranjeavstrijska vlada v Gradcu, predvsem pri primerih, ki so bili primerni za pomilostitev.